# Sylvia Vrethammar

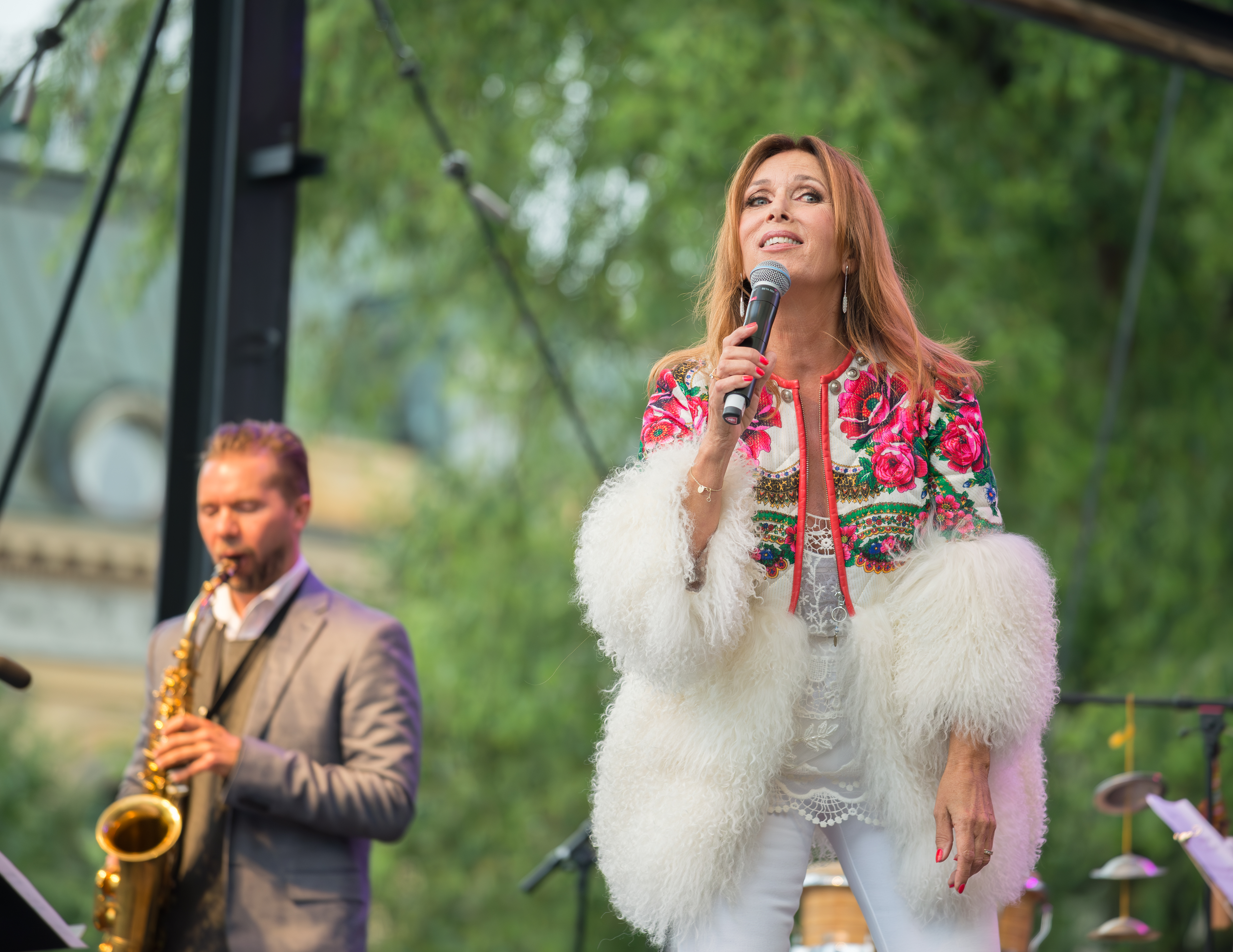
Sylvia Vrethammar i Kungsträdgården i Stockholm under Brazilian Day 2017.

Eva Sylvia Vrethammar, född 22 augusti 1945 i Uddevalla, är en svensk sångerska.
Hon flyttade från Uddevalla till Spånga som ettåring, och slog igenom med ”Tycker om dej” 1969. Hennes största hit är låten ”Eviva Espana” från 1973, som bland annat nådde plats 4 på den engelska singellistan och sålde i över 1 miljon exemplar. Hon rönte stor popularitet i bland annat Sverige och Tyskland från 1970-talet och framåt, med en bred musikalisk repertoar – innehållande både jazz, samba, schlagers och visor.
Hon blev känd för en delvis ny svensk publik genom sitt deltagande i TV4:s ”Så mycket bättre” 2012 och deltagandet i Melodifestivalen 2013 med låten ”Trivialitet”.

## Biografi

### Utbildning och tidig karriär
Vrethammar drömde som liten om att bli konsertpianist och började därför studera vid Richard Anderssons musikskola i Stockholm med Astrid Berwald som lärare. Pianostudierna fortsatte vid Kungliga Musikhögskolan, men hon fullföljde aldrig utbildningen. I stället utbildade hon sig till barnavårdslärare. Vid sidan av studierna ställde hon upp i amatörtävlingar. År 1967 började hon sjunga i Rune Öfwermans trio, året därpå gjorde hon TV-debut. År 1969 fick hon spela in sin första LP, Tycker om dej, som blev en framgång; titelmelodin kom dock inte in på Svensktoppen. Den första svensktoppsplaceringen för Vrethammars del blev istället "En lärling på våran gård" i september 1969.

### Karriären tar fart
Lennart Hyland fick upp ögonen för Sylvia Vrethammar efter att ha sett henne i TV, och 1970 var hon värdinna i det populära TV-programmet Hylands hörna. Samma år uppträdde hon på den internationella sångfestivalen i Rio de Janeiro. Hon fastnade för de sydamerikanska rytmerna, vilket resulterade i en sambashow på Strand i Stockholm tillsammans med brasilianska musiker. År 1973 spelade hon in låten Eviva España som blev en dundersuccé i både Sverige och Storbritannien. Den engelska versionen såldes i närmare en miljon exemplar. Den låg på engelska hitlistan i sammanlagt 28 veckor och nådde 4:e plats som högst, vilket gav Sylvia Vrethammar en plats i Guinness Rekordbok. Uppföljaren hette Hasta la vista. Den tog sig in på Top 40, och nådde som högst en 38:e plats; låten tillbringade fem veckor på den brittiska singellistan sensommaren 1975

### Framgångar utomlands och senare karriär
Sedan mitten av 1970-talet har Sylvia Vrethammar haft en framgångsrik karriär i Tyskland. Hon bosatte sig 1990 i en liten by mellan Köln och Bonn men har kvar sitt svenska medborgarskap. Hon har även gjort karriär i Nederländerna, Sovjet och USA. Fem gånger, 1971, 1972, 1974, 2002 och 2013 har hon medverkat i den svenska Melodifestivalen, bland annat 2002 med låten Hon är en annan nu som slutade på en femte plats i deltävlingen och åkte ut ur tävlingen.. Sylvia Vrethammar har en musikalisk bredd som spänner från schlager och jazz till visor och samba. På senare år har hon samarbetat med jazzpianisten Jan Lundgren och hans trio. År 2006 gav de ut albumet Champagne som spelades in hemma i Sylvias vardagsrum. 
År 2010 medverkade Vrethammar på Kristian Anttilas skiva Svenska Tjejer, i låten Magdalena (Livet före Döden). 2012 medverkade hon i den tredje säsongen av TV-programmet Så mycket bättre.
Under våren 2013 var hon med i Melodifestivalens fjärde deltävling i Malmö med låten Trivialitet, som slutade på en sjunde plats och blev utslagen ur tävlingen.
I december 2013, strax före utgivningen av albumet MUSIK, sändes dokumentären Sylvia Vrethammar - bakom kulisserna i TV4. Dokumentären handlade om inspelningen av albumet, men det som väckte mest uppmärksamhet var när hon berättade att hon tio år tidigare framgångsrikt behandlats för bröstcancer. Albumet gavs ut på nyåret 2014 och spelades in i en svensk och i en tysk version.

### Familj
Sylvia Vrethammar är dotter till Harald Vrethammar och Britta, född Rydbeck. Operasångerskan Kristina Nilsson var hennes farfars fars faster. Hon har varit gift med musikern Rune Öfwerman 1980–1990. År 2015 gifte hon sig med den tyske musikproducenten Alex Gietz, som hon då hade varit sambo med i 25 år.

## Diskografi (urval)
- 1969 – Tycker om dej
- 1970 – Sylvia
- 1971 – Dansa samba med mej
- 1972 – Gamla stan
- 1973 – Jag sjunger för dej
- 1973 – Eviva España
- 1974 – Sylvia & Göran på Nya Bacchi (med Göran Fristorp)
- 1975 – Stardust & Sunshine
- 1976 – Somebody loves you
- 1977 – Mach das nochmal
- 1977 – Leenden i regn
- 1979 – Chateau Sylvia
- 1980 – In Goodmansland
- 1985 – Rio de Janeiro blue
- 1990 – Öppna dina ögon
- 1991 – Spotlight (samlings CD 1969-1977)
- 1992 – Ricardo
- 1999 – Best of Sylvia
- 1999 – Sylviva - De bästa klassikerna (dubbel CD 1969-1990)
- 2002 – Faller för dig
- 2005 – Sommar! Samba! Sylvia!
- 2006 – Champagne
- 2009 – Te Quiero - 40 years on stage (samlingsbox, CD1 The Schlager Album, CD2 The Latin Album, CD3 The Jazz Album)
- 2013 – Trivialitet
- 2014 – MUSIK
- 2019 – Vortex
- 2022 — More Champagne

### Fotnoter
1. ↑  Sveriges befolkning
1990:
Wrethammar, Eva Sylvia
2. ↑  Linda Dahlin (23 april 2013). ”Sylvia sjunger i sin barndoms kvarter”. mitt i Vällingby. https://www.mitti.se/nyheter/sylvia-sjunger-i-sin-barndoms-kvarter/lmmdw!166401/.
3. ↑  ”Bio - Sylvia Vrethammar”. http://sylvia-vrethammar.com/sv/bio/. Läst 1 december 2017.
4. ↑  Natalie Demirian (28 augusti 2015). ”Sylvia Vrethammar har gift sig”. Aftonbladet. http://www.aftonbladet.se/nojesbladet/klick/article21325437.ab. Läst 28 augusti 2015.